# Papa Ioan al IX-lea
Papa Ioan al IX-lea (n. 840 d.Hr., Tivoli, Lazio, Regatul Italiei – d. 5 ianuarie 900 d.Hr., Roma, Statele Papale) a fost Papă al Romei în perioada ianuarie 898 - 26 martie 900.
Papa Ioan al IX-lea s-a născut la Tibur în 840 și a fost călugăr benedictin. Papa Ioan al IX-lea a confirmat poziția predecesorului său, Papa Teodor al III-lea în legătură cu înmormântarea creștină a lui Papa Formosus (891 - 896).